# Tourne
Singles de Shy'm
Prendre l'air (2010-2011) En apesanteur
(2011)
Tourne est le 4e single issu du 3e album de la chanteuse française Shy'm intitulé Prendre l'air.
Tourne a été chantée par Shy’m lors des tournées Shimi Tour de 2011 à 2013, Paradoxale Tour en 2015, Concerts Exceptionnels en 2018 et l’Agapé Tour de 2019 à 2020.

## Clip
Lors d'une interview sur NRJ (en seconde quinzaine de juin), la chanteuse déclare que le clip de cette chanson a été tourné mi-juillet, pour une sortie à l'été 2011.
Le clip a été réalisé dans les rues de Dumbo à Brooklyn (New York), par Louis de Caunes, le fils d'Antoine de Caunes.
Cette chanson sera présente dans Just Dance 5, en quatuor, elle inaugurera une des premières chanson françaises dans Just dance.